# Tapeina
Tapeina is een kevergeslacht uit de familie van de boktorren (Cerambycidae). De wetenschappelijke naam van het geslacht werd voor het eerst geldig gepubliceerd in 1828 door Lepeletier & Audinet-Serville in Latreille.

## Soorten
Tapeina omvat de volgende soorten:
- Tapeina bicolor Lepeletier & Audinet-Serville, 1828
- Tapeina coronata Lepeletier & Audinet-Serville, 1828
- Tapeina dispar Lepeletier & Audinet-Serville, 1828
- Tapeina erectifrons Thomson, 1857
- Tapeina hylaeana Marinoni, 1972
- Tapeina melzeri Zajciw, 1966
- Tapeina paulista Marinoni, 1972
- Tapeina rubronigra Marinoni, 1972
- Tapeina rudifrons Marinoni, 1972
- Tapeina transversifrons Thomson, 1857